# پیچیدگی تجزیه‌ناپذیر
پیچیدگی نافروکاستنی یا پیچیدگی تجزیه‌ناپذیر (به انگلیسی: Irreducible complexity، مخفف: IC) این بحث است که دستگاه‌های زیست‌شناختی نمی‌توانند از طریق تغییرات تدریجی تکامل یافته باشند. پیچیدگی تجزیه ناپذیر در مبحث طراحی هوشمند (Intelligent Design) مطرح می‌شود. پیچیدگی تجزیه ناپذیر یکی از دو استدلال اصلی توسط طرفداران طراحی هوشمند است، استدلال دیگر پیچیدگی مشخص‌شده است.
مبحث طراحی هوشمند نوعی از برهان نظم است با این اظهارات که تکامل نمی‌تواند چگونگی ایجاد دستگاه‌های پیچیده مولکولی را بیان کند. در سال ۱۹۹۳ میلادی، یک پروفسور بیوشیمی به نام مایکل بهی از دانشگاه لیهای (Lehigh university)، این استدلال‌ها را در نسخه‌ای بازویراست شده از کتاب از پانداها و انسان‌ها (Of Pandas and People) [یا در مورد پانداها و انسان‌ها] عرضه کرد. او این را، در کتاب سال ۱۹۹۶ میلادی خود با نام جعبه‌سیاه داروین، پیچیدگی تجزیه‌ناپذیر نامید و بیان کرد که پیچیدگی تجزیه ناپذیر، تکامل از طریق انتخاب طبیعی جهش‌های تصادفی را، غیرممکن می‌کند. این بیان بر اساس این تصور اشتباه بود که تکامل بر بهبود روی عملکردهای موجود تکیه می‌کند؛ و این را در نظر نمی‌گیرد که چگونه سازگاری‌های (به انگلیسی: adaptations) پیچیده از تغییرات در عملکرد ریشه می‌گیرند، و پژوهش منتشر شده را در نظر نگرفت. زیست‌شناسان فرگشتی رد ادعاهای متقابلی را، منتشر کرده‌اند که نشان می‌دهند چگونه سامانه‌هایی که توسط Behe مورد بحث قرار گرفتند، می‌توانند تکامل یا تکامل یابند، و نمونه‌هایی که از طریق ژنومیک تطبیقی مستند شده‌اند، نشان می‌دهند که سامانه‌های مولکولی پیچیده، با اضافه شدن اجزایی که حین پیدایش‌های مختلف زودگذر پروتئینشان بروز کرده‌اند شکل گرفته‌اند.